# Arthur Ashkin
Arthur Ashkin (Brooklyn (New York), 2 september 1922 – Rumson, 21 september 2020) was een Amerikaans natuurkundige. Hij was werkzaam bij  Bell Laboratories en Lucent Technologies. Hij werd bekend met zijn werk voor het optisch pincet. 
Ashkin won in 2018, gedeeld met Gérard Mourou en Donna Strickland, de Nobelprijs voor Natuurkunde voor hun onderzoek in de laserfysica. Met zijn 96-jaar is Ashkin de oudste Nobellaureaat tot nu toe die deze prestigieuze prijs won. Hij overleed op 98-jarige leeftijd in Rumson, New Jersey.

## Biografie
De in New York geboren Arthur Ashkin was zoon van de joodse immigranten Isadore en Anna Ashkin. Hij had een broer, Julius die ook fysicus was en een zus, Ruth. Een andere zus, Getrude, overleed jong.
Na het behalen van zijn diploma in 1940 aan de James Madison High School, ging hij natuurkunde studeren aan de Columbia-universiteit. Daarnaast was hij technicus in zijn propedeusejaar bij het Columbia Radiation Lab, waar hij magnetronbuizen fabriceerde voor Amerikaanse radarsystemen. Hoewel hij werd opgeroepen voor militaire dienst tijdens de Tweede Wereldoorlog, werd zijn status gewijzigd in reservist en kon hij werken in het laboratorium van Columbia.
Ashkin rondde zijn studie af en behaalde in 1947 zijn bachelordiploma fysica aan Columbia. Vervolgens ging hij naar de Cornell-universiteit, waar hij kernfysica studeerde. Dit was de periode van het Manhattanproject waar zijn broer Julius deel van uitmaakte. Dit leidde ertoe dat Arthur kennismaakte met onder anderen Hans Bethe en Richard Feynman. Hij promoveerde aan Cornell in 1952, waarna hij aan de slag kon hij Bell Labs op verzoek en aanbeveling van Sidney Millman. Deze Millman was daarvoor zijn begeleider geweest bij Columbia.

## Carrière
Zijn onderzoeksgebied bij Bell Labs was in eerste instantie microgolven, maar begin jaren zestig schakelde hij over naar lasers. De gepubliceerde artikelen over zijn onderzoek in die periode hadden betrekking op niet-lineaire optica, optische vezels, parametrische oscillatoren en parametrische versterkers. Daarnaast was hij gedurende de jaren 1960 mede-ontdekker van het fotorefractieve effect in piëzo-elektrische kristallen. 
In 1970 beschreef Ashkin als eerste hoe de stralingsdruk van lasers gebruikt kon worden om minuscule transparante deeltjes te versnellen.  Dit laseronderzoek vormde de basis voor Steven Chu's werk om individuele atomen met lasers af te koelen en te vangen, waarmee Chu in 1997 werd onderscheiden met de Nobelprijs voor Natuurkunde. In 2018 werd deze Nobelprijs toegekend aan Ashkin zelf voor de door hem ontwikkelde techniek van 'optisch pincetten', waarover hij in 1987 voor het eerst over publiceerde. Hierbij wordt met een heel sterk gefocusseerde laserstraal een kracht opgewekt waarmee microscopisch kleine structuren, zoals DNA, eiwitten of zelfs losse moleculen 'vastgehouden' en verplaatst kunnen worden, zonder ze te beschadigen.
Het optisch pincet van Ashkin wordt zowel in de fysica, de chemie als in de microbiologie toegepast om onderzoek te doen naar atomen en moleculen, alsook complexe structuren zoals bacteriën en virussen. Bij de laatste is het belangrijk om lasers met de juiste golflengte te gebruiken om te voorkomen dat ze kapot gaan. Met de ontwikkeling van het optische pincet en de toepassing ervan legde Ashkin het fundament voor de ontwikkeling van een compleet nieuw onderzoeksveld binnen de biofysica.
In 1992 ging hij bij Bell Labs met pensioen, na een veertigjarige carrière waarin hij heeft bijgedragen aan vele gebieden van de experimentele natuurkunde. Na zijn pensionering zette hij zijn werk voort in zijn thuiswerkplaats.

## Onderscheidingen en lidmaatschappen
- 1984: Lid van de National Academy of Engineering
- 1996: Lid van de National Academy of Sciences
- 1998: Onderscheiden met Frederic Ives Medal
- 2003: Joseph F. Keithley Award For Advances in Measurement Science
- 2004: Harvey-prijs
- 2013: Introductie tot de National Inventors Hall of Fame
- 2018: Nobelprijs voor Natuurkunde

Daarnaast is hij erelid van de Optical Society of America (OSA) en fellow van zowel de American Association for the Advancement of Science (AAAS), de American Physical Society (APS) als het Institute of Electrical and Electronics Engineers (IEEE).